# Atypus muralis
Atypus muralis is een spin binnen de familie der mijnspinnen (Atypidae). Ze behoort tot het geslacht Atypus. Deze soort leeft van Centraal-Europa tot Turkmenistan. 
Deze spin heeft een vrij ongewoon web. Ze spint een soort buisachtige constructie, die tot 1 meter onder de grond kan liggen. De ingang wordt gecamoufleerd met bladeren, mos en allerlei dood materiaal. De spin wacht tot een insect over de ingang van de buis kruipt en slaat dan toe door razendsnel uit het hol te kruipen en het insect met de gifkaken in de buis te sleuren.
De spin is vrij zeldzaam en is een beschermde diersoort. In 2007 werden in Polen 11 nieuwe kolonies van Atypus muralis gevonden, in de Vistulavallei.